# 動植物園入口停留場
動植物園入口停留場（どうしょくぶつえんいりぐちていりゅうじょう）は、熊本県熊本市東区健軍三丁目、健軍四丁目にある熊本市交通局（熊本市電）の電停。停留所番号は24。A系統・B系統が停車する。熊本市動植物園は当駅より庄口公園内を歩き、約600mの距離にある。2011年（平成23年）3月1日に動植物園前駅から改称された。

## 利用可能な路線
熊本市交通局
- 健軍線 - ■A系統・■B系統

## 歴史
- 1969年（昭和44年）4月1日：動物園前駅として開業。
- 1992年（平成4年）4月1日：動植物園前駅に改称。
- 2011年（平成23年）3月1日：動植物園入口停留場に改称。

## 停留場構造
相対式2面2線である。信号機のない横断歩道を渡ってアクセスする。
通勤ラッシュ時に辛島町方面に向かう電車は、始発の健軍町電停の時点で満員となっていることもあり乗車が困難となる可能性がある。
| のりば | 路線           | 方向 | 行先                                                 |
| ------ | -------------- | ---- | ---------------------------------------------------- |
| 南側   | ■A系統         | 上り | 新水前寺駅前・通町筋・辛島町・熊本駅前・田崎橋方面   |
| 南側   | ■B系統         | 上り | 新水前寺駅前・通町筋・辛島町・本妙寺入口・上熊本方面 |
| 北側   | ■A系統・■B系統 | 下り | 健軍町方面                                           |

## 利用状況
| 1日乗降人員推移 | 1日乗降人員推移 |
| 年度            | 1日平均人数     |
| --------------- | --------------- |
| 2011年          | 647             |
| 2012年          | 650             |
| 2013年          | 779             |
| 2014年          | 679             |
| 2015年          | 741             |

## 停留場周辺
- 熊本市立泉ヶ丘小学校
- 熊本市動植物園

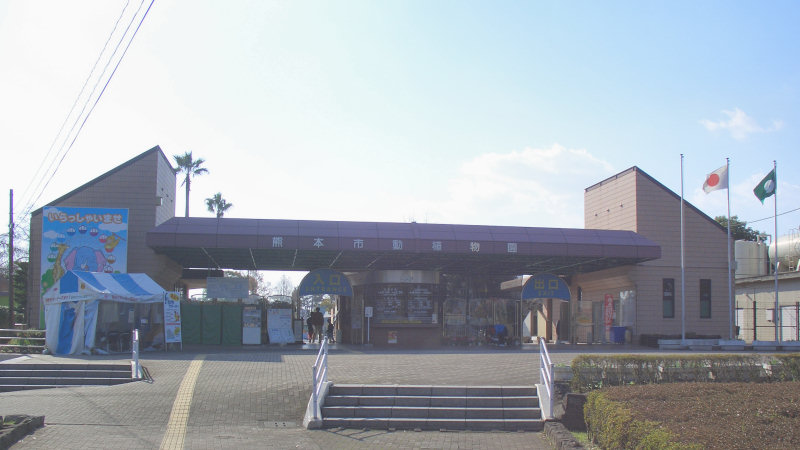
熊本市動植物園

  - トニートニー・チョッパー像（同園正面入口前多目的広場に設置）
- 下江津湖（水前寺江津湖公園下江津地区）
- 熊本市上下水道局健軍水源地
- 庄口公園
- 真如苑熊本支部

## バス路線
動植物園入口バス停留所
下記の2社が運行。
| 運行事業者   | 系統       | 行先 | 備考                                                 |
| 桜町BT方面   | 桜町BT方面 | 桜町BT方面 | 桜町BT方面                                           |
| ------------ | ---------- | --- | ---------------------------------------------------- |
| 熊本バス     | K2系統     | 桜町BT（県庁経由） |                                                      |
| 産交バス     | L4-1       | 西部車庫（熊商前、桜町BT、春日校前経由）                                                                                               |                                                      |
| 産交バス     | L5-1・L6-3 | 桜町BT（熊商前） |                                                      |
| 産交バス     | L6-3       | 小島産交（熊商前、桜町BT、熊本駅前、西高前経由）                                                                                       | 平日6時台1便のみ。                                   |
| 健軍電停方面 |            | |                                                      |
| 熊本バス     | K2-1・K2-3 | （K2-1）イオンモール熊本（東区役所、秋津団地、嘉島町役場前経由）（K2-3）城南（東区役所、秋津団地、嘉島町役場前、イオンモール熊本経由） | 本数少。城南行は平日のみ運行。                       |
| 熊本バス     | K2-4・K2-5 | （K2-4）甲佐（秋津団地、六嘉、御船経由）（K2-5）砥用学校前（秋津団地、六嘉、御船、甲佐経由）                                           | 砥用行きは本数少。                                   |
| 産交バス     | L4-1       | 小楠記念館入口（東区役所） | 行先方向幕は沼山津。                                 |
| 産交バス     | L5-1       | 御船（沼山津、東無田経由） |                                                      |
| 産交バス     | L6-3       | 木山産交（惣領、木山交通広場経由） | 平日夜間の3便と土曜7時台の便は「木山交通広場」は通過 |

## 隣の停留場
熊本市交通局
■A系統・■B系統（健軍線）
健軍校前電停 (23) - 動植物園入口電停 (24) - 健軍交番前電停 (25)